# Petrocephalus okavangensis
Petrocephalus okavangensis es una especie de pez del género Petrocephalus, familia Mormyridae, orden Osteoglossiformes. Fue descrita científicamente por Kramer, Bills, Skelton & Wink en 2012.
Es una especie inofensiva para el ser humano.

## Descripción
La longitud estándar es de 9,5 centímetros.

## Distribución y hábitat
Se distribuye por África: drenaje del río Okavango, desde la cabecera en Angola en el norte, hasta la región de Makgadikgadi en Botsuana. También reportado en Angola. Habita en pantanos y ríos.